# Sphaerophoria pyrrhina
Sphaerophoria pyrrhina är en tvåvingeart som beskrevs av Jacques-Marie-Frangile Bigot 1884. Sphaerophoria pyrrhina ingår i släktet sländblomflugor, och familjen blomflugor. Inga underarter finns listade i Catalogue of Life.